# Goslarer SC 08
Goslarer Sport Club von 1908 e.V. é uma agremiação esportiva alemã, fundada em 1908, sediada em Goslar, na Baixa Saxônia.
Seu mais notável êxito foi a conquista da Oberliga Niedersachsen-Ost (V) e a consequente promoção para a Regionalliga Nord (IV), em 2009.
Além do futebol, o clube também possui departamentos de hóquei, atletismo e arco e flecha.

## História

### 1908 a 1945
Criado em 1908, o clube passou a ter futebol, três anos depois, em 1911. A equipe alcançou o sucesso pela primeira vez quando conseguiu o acesso para o então primeiro módulo intitulado Kreisliga Hannover-Südkreis, em 1922, após um título no campeonato local do norte de Harz. O time também inaugurou o Osterfeldstadion no mesmo ano. 
Na época o futebol alemão era extremamente regionalizado, havendo um grande número de ligas locais, todas em nível superior. O GSC foi agrupado na Kreisliga Südkreis, Grupo, uma liga composta por oito equipes. O certame foi vencido pelo SV Arminia Hannover, ficando o Goslarer na sétima posição. O mesmo resultado foi repetido na temporada seguinte. 
Em 1924-1925, o clube conseguiu uma posição melhor na tábua de classificação. Já na temporada sucessiva, a equipe foi transferida para o Grupo 2 da liga, em troca com o Hannover 96, mas não conseguiu boa performance, ficando em último com apenas duas vitórias em quatorze jogos. O time passou apenas uma temporada na segunda divisão, conseguindo o acesso em 1926-1927. Voltou a disputar o Grupo 2 da Bezirksliga Südhannover-Braunschweig, na qual terminou em quinto na temporada 1927-1928, seu melhor resultado desde então. As duas divisões da liga foram finalmente fundidas em 1929-1930 sendo renomeada Oberliga Hannover-Braunschweig. Nesse certame bem mais competitivo que reunia SV Arminia Hannover, Hannover 96 e Eintracht Braunschweig, o GSC obteve desempenho medíocre, permanecendo sem vitórias e terminando em último entre dez equipes disputantes.

### 1945 a 1994
No pós-guerra, o time atuou com o nome de TSV Goslar e ganhou a entrada para o nível 2 da Landesliga Niedersachsen-Braunschweig, em 1947. Na primeira temporada, ficou em quarto lugar. Na seguinte, foi segundo. As quatro landesligas da Baixa Saxônia, em alemão Niedersachsen, foram reduzidas a duas, em 1949, e o Goslar passou a atuar na Niedersachsen Amateuroberliga Ost, à qual venceu em sua primeira tentativa. O clube, no entanto, não obteve êxito em ganhar a promoção para o nível seguinte, pois não venceu a rodada decisiva para subir à Oberliga Nord.
As melhores campanhas pareciam ter ficado para trás, pois o time foi terceiro em 1951, quarto em 1952 e apenas nono, em 1953. Seu nome foi finalmente alterado para a denominação atual neste ano. Nos anos seguintes o time ficou colocado no meio da tabela de classificação, mas em 1958-1959, sofreu um sério revés ao ser o último do certame e sofrer o descenso para a terceira divisão.
Em 1962, a equipe retornou à Amateuroberliga, mas apenas por uma temporada, sendo rebaixada novamente. Com a introdução no ano seguinte da Bundesliga, o time foi inserido no terceiro nível. De 1964 a 1994, a mais alta liga do estado da Baixa Saxônia foi jogada como uma única divisão. Em 1968, o clube promoveu um intercâmbio com o clube norueguês Drafn, de Drammen. O acordo significava que a equipe de Drammen visitaria Goslar de 2 a 14 de agosto de 1968, a primeira como "Austausch" após a Segunda Guerra Mundial. Em anos alternados o time visitou Drammen. O acordo funcionou até 1974.

### De 1994 até o presente
Quando a liga, então renomeada Verbandsliga Niedersachsen, foi dividida em duas divisões regionais novamente, em 1994, o Goslar ganhou entrada para a chave do Leste 1, na qual terminou na décima-primeira colocação. A equipe passou suas temporadas em seguida no meio da tábua de classificação, mas chegou muito perto da promoção, em 1999-2000, quando terminou em terceira, a três pontos do campeão da liga.
Em 2003, o clube se fundiu com o SV Sudmerberg para se tornar Goslarer SC 08 Sudmerberg. Mesmo com a fusão em vigor, o uso do Sudmerberg praticamente caiu em desuso, e acabou por ser abandonado em 2012. No ano seguinte, o time terminou o certame em décimo-segundo e foi rebaixado por um ponto, voltando para o a Bezirksoberliga Braunschweig (VI). No entanto, o retorno foi imediato e o time foi décimo na Verbandsliga na temporada 2005-2006.
Com o menor público pagante, em 2006-2007, apenas 156 torcedores por jogo, e o segundo pior desempenho, o Goslar foi rebaixado mais uma vez à Bezirksoberliga. O clube, contudo, alcançou a volta imediata na temporada seguinte, voltando ao que se tornara Oberliga Niedersachsen-West, à qual mudara de nome por conta da dissolução da Oberliga Nord.
A temporada 2008-2009 na Oberliga foi de enorme êxito para o clube, que venceu o campeonato por onze pontos e conseguiu o direito a disputar os play-offs com o campeão ocidental VfB Oldenburg. Apenas o vencedor do confronto garantiria o acesso ao módulo imediatamente superior. O GSC perdeu em casa por 1 a 0, mas venceu em Oldenburg por 2 a 1, conquistando a promoção à Regionalliga Nord para a temporada 2009-2010. No decisivo jogo, o qual contou com um público de 12 mil espectadores, terminou com uma invasão de campo por parte dos torcedores do time derrotado, resultando em uma enorme briga com os do time ganhador, tendo sido necessária a intervenção da polícia.
Depois de uma temporada decepcionante na Regionalliga Nord, o GSC caiu para a Oberliga Niedersachsen novamente. Em 2010-2011, ficaram na sétima colocação.

## Títulos
- Liga
  - Oberliga Niedersachsen-Ost (V) Campeão: 2009;
  - Bezirksoberliga Braunschweig (VI) Campeão: 2005, 2008;
    - Oberliga Niedersachsen (V) Campeão: 2012;

## Cronologia recente
| Temporada | Divisão                            | Posição |
| 1999–2000 | Verbandsliga Niedersachsen-Ost (V) | 3ª      |
| 2000–01   | Verbandsliga Niedersachsen-Ost     | 8ª      |
| 2001–02   | Verbandsliga Niedersachsen-Ost     | 3ª      |
| 2002–03   | Verbandsliga Niedersachsen-Ost     | 12ª     |
| 2003–04   | Verbandsliga Niedersachsen-Ost     | 13ª ↓   |
| 2004–05   | Bezirksoberliga Braunschweig (VI)  | 1ª ↑    |
| 2005–06   | Verbandsliga Niedersachsen-Ost (V) | 10ª     |
| 2006–07   | Verbandsliga Niedersachsen-Ost     | 15ª ↓   |
| 2007–08   | Bezirksoberliga Braunschweig (VI)  | 1ª ↑    |
| 2008–09   | Oberliga Niedersachsen-Ost (V)     | 1ª ↑    |
| 2009–10   | Regionalliga Nord (IV)             | 18ª ↓   |
| 2010–11   | Oberliga Niedersachsen (V)         | 7ª      |
| 2011–12   | Oberliga Niedersachsen (V)         | 1ª ↑    |
| 2012–13   | Regionalliga Nord (IV)             | ª       |